# 森特维尔 (犹他州)
森特维尔（英文：Centerville），是美国犹他州戴维斯县下属的一座城市。建市于 1848年，面积大约为6.04平方英里（15.6平方公里），海拔约为4,377英尺（1,334米）。根据2010年美国人口普查，该市有人口15,335人。